# Іжелькаси
Іжелька́си (рос. Ижелькасы, чув. Ишелькасси) — присілок у Чувашії Російської Федерації, у складі Хорнойського сільського поселення Моргауського району.
Населення — 86 осіб (2010; 93 в 2002, 132 в 1979; 183 в 1939, 154 в 1926, 118 в 1906, 77в 1858).

## Історія
Історичні назви — Ішель, Іжель-каси. Утворився як виселок села Рождественське (Тораєво). До 1866 року селяни мали статус державних, займались землеробством, тваринництвом. 1930 року створено колгосп «Молотов». До 1927 року присілок перебував у складі Чиганарської та Тораєвської волостей Ядрінського повіту. 1927 року присілок переданий до складу Татаркасинського, 16 січня 1939 року — до складу Сундирського, 17 березня 1939 року — до складу Совєтського, 1944 року — до складу Моргауського, 1959 року — повернуто до складу Сундирського, 1962 року — до складу Чебоксарського, 1964 року — повернутий до складу Моргауського району.

## Господарство
У присілку діють фермерське господарство «Путь Ілліча», клуб.